# Csomafalva
Csomafalva (Затисівка-Zatiszivka), település Ukrajnában, a Beregszászi járásban.

## Fekvése
Nagyszőlőstől délre, Csepe és Forgolány közt fekvő település.

## Története
Csomafalva nevét 1323-ban említették először az oklevelek Chamafalva néven.
Lakói magyarok voltak, kik 1552 után reformátusokká lettek.
A falu egykori birtokosai a Szirmay család tagjai voltak. Az 1800-as években Csoma néven írták nevét.
1910-ben végzett népszámláláskor 391 lakosa volt, ebből 142 magyar, 7 német, 242 rutén volt, melyből 17 római katolikus, 348 görögkatolikus, 19 református, 7 izraelita volt.
A trianoni békeszerződés előtt Ugocsa vármegye Tiszántúli járásához tartozott.